# Katherine Reutter
Katherine Reutter (Champaign, 30 juli 1988) is een Amerikaans voormalig shorttrackster.

## Carrière
Reutter deed mee aan het shorttrack op de Olympische Winterspelen 2010. Ze won daar twee medailles, te weten zilver op de 1000 meter en brons op de relay. Later dat jaar won ze ook twee bronzen medailles op het wereldkampioenschap shorttrack in Sofia, weer op de 1000 meter en de relay (aflossing.
In het seizoen 2010/2011 was Reutter erg constant. In de wereldbeker shorttrack 2010/2011 won ze diverse medailles en in de eindstand won ze de 1000 meter, de 1500 meter en het overall-klassement. Op het wereldkampioenschap 2011 won ze de 1500 meter en werd ze derde op de 1000 meter wat na een tweede plaats in de superfinale leidde tot ook een tweede plaats in het klassement.
In 2013 stopte Reutter met topsport vanwege aanhoudend blessureleed.